# Erbim Fagu
Erbim Fagu (* 15. April 1987 in Albanien) ist ein albanischer ehemaliger Fußballspieler. Der Mittelfeldspieler war ausschließlich in der heimischen Liga aktiv.

## Vereinskarriere
Erbim Fagu stammt aus der Jugendabteilung des albanischen Rekordmeisters KF Tirana, der damals noch SK Tirana hieß. 2004 wechselte er in den Profikader, kam aber in den ersten beiden Jahren nur einmalig zum Einsatz und wurde deshalb für eine Saison an KS Teuta Durrës verliehen. Für seinen Leihverein absolvierte Fagu insgesamt 15 Ligaspiele und wurde am Saisonende mit seinem Team Vizemeister – hinter KF Tirana. In der Saison 2007/08 spielte der Mittelfeldspieler dann wieder für Tirana, wo auch der Ex-Bielefelder Klodian Duro aktiv war. In der Folgesaison wechselte Erbim Fagu zu KF Elbasani, wurde mit dem Klub am Saisonende Tabellenletzter und verließ den Verein wieder. Nach einem kurzzeitigen Intermezzo mit dem KS Dinamo Tirana spielte Fagu in der Saison 2009/10 beim KS Besa Kavaja in der ersten albanischen Liga. Die Saison konnte er mit seinem Verein als Vizemeister und albanischer Pokalsieger abschließen. Nach Saisonende schloss er sich KF Skënderbeu Korça an und wurde ein Jahr später albanischer Meister. Bis 2014 blieb er beim Verein, wurde in jedem Jahr Meister und beendete dann seine Karriere.

## Erfolge
- Albanischer Meister: 2011, 2012, 2013, 2014
- Albanischer Pokalsieger: 2010
- Albanischer Supercupsieger: 2013